# Georgi Konstantinowitsch Boreskow
Georgi Konstantinowitsch Boreskow, russisch Георгий Константинович Боресков (* 20. April 1907 in Omsk; † 31. Dezember 1984 in Moskau) war ein russischer Chemiker, der sich mit Katalyse befasste.
Boreskow studierte Chemie an der Universität Odessa und wurde 1929 promoviert. Er leitete ein Labor am Radiologischen Institut in Odessa und am Forschungsinstitut für Düngemittel und Insektizide in Moskau. Ab 1946 war er am Karpov-Institut für Physikalische Chemie in Moskau und war Professor am Chemisch-Technologischen Institut. 1958 wurde er Direktor des neu gegründeten Instituts für Katalyse der Sibirischen Abteilung der Sowjetischen Akademie der Wissenschaften, das heutige Boreskov-Institut für Katalyse in Akademgorodok. In diesem Zusammenhang lehrte er auch an der Staatlichen Universität Nowosibirsk.
Boreskow ist für Beiträge zur Katalyse bekannt, sowohl unter praktischen Aspekten (er untersuchte unter anderem die katalytische Oxidation von Schwefeldioxid mit Vanadium-Katalysatoren mit Anwendung in der Schwefelsäure-Produktion) als auch in der Theorie. Er entwickelte eine Theorie der optimalen porösen Struktur von festen Katalysatoren und ein mathematisches Modell der Optimierung von Katalyse-Reaktoren. 1953 stellte er eine Theorie der Konstanz der spezifischen Katalysewirkung fester Katalysatoren auf.
Er war seit 1966 Vollmitglied der Akademie der Wissenschaften der UdSSR. 1967 wurde er Held der sozialistischen Arbeit. Er war Träger des Leninordens und des Ordens des Roten Banners der Arbeit. Er erhielt den Stalinpreis und den Staatspreis der Ukrainischen SSR.

## Schriften
- Katalyse (Russisch), 1971